# Trientale
Trientalis
Genre
Classification APG II (2003)
Classification APG III (2009)
Trientalis (les trientales) est un genre de plantes à fleurs dicotylédones de la famille des Primulaceae.

## Taxinomie
Le genre fait partie de l'ordre des Primulales et de la famille des Primulacées, selon la classification classique.
La classification phylogénétique (APG II, 2003) les place plutôt dans l'ordre des Ericales et dans la famille des Myrsinacées.

## Description
Ce sont des plantes herbacées vivaces de petite taille, à feuilles verticillées et à tige simple. Les fleurs sont terminales, solitaires ou peu nombreuses. Les étamines sont insérées sur la base de la corolle en forme de roue. Le fruit est une capsule légèrement charnue.

## Répartition
Le genre compte quatre espèces, dont trois sont originaires d'Amérique et une de l'Eurasie.

## Espèces du genre
- Trientalis arctica Hook. (Syn. Trientalis europaea subsp. arctica (Fisch. ex Hook.) Hultén) - Trientale arctique, Ouest de l'Amérique du Nord
- Trientalis borealis Raf. - Trientale boréale, Amérique du Nord

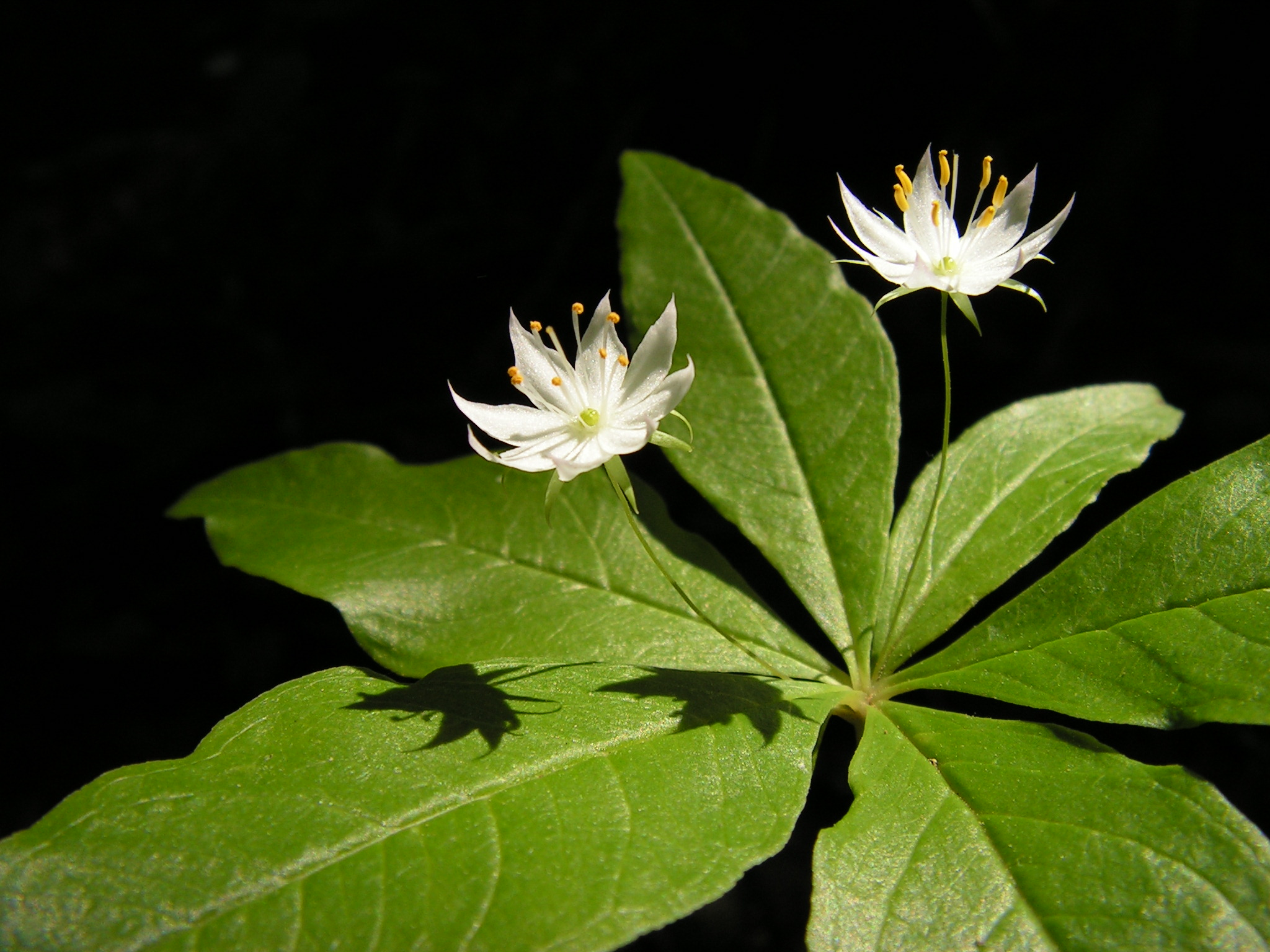
Trientalis borealis
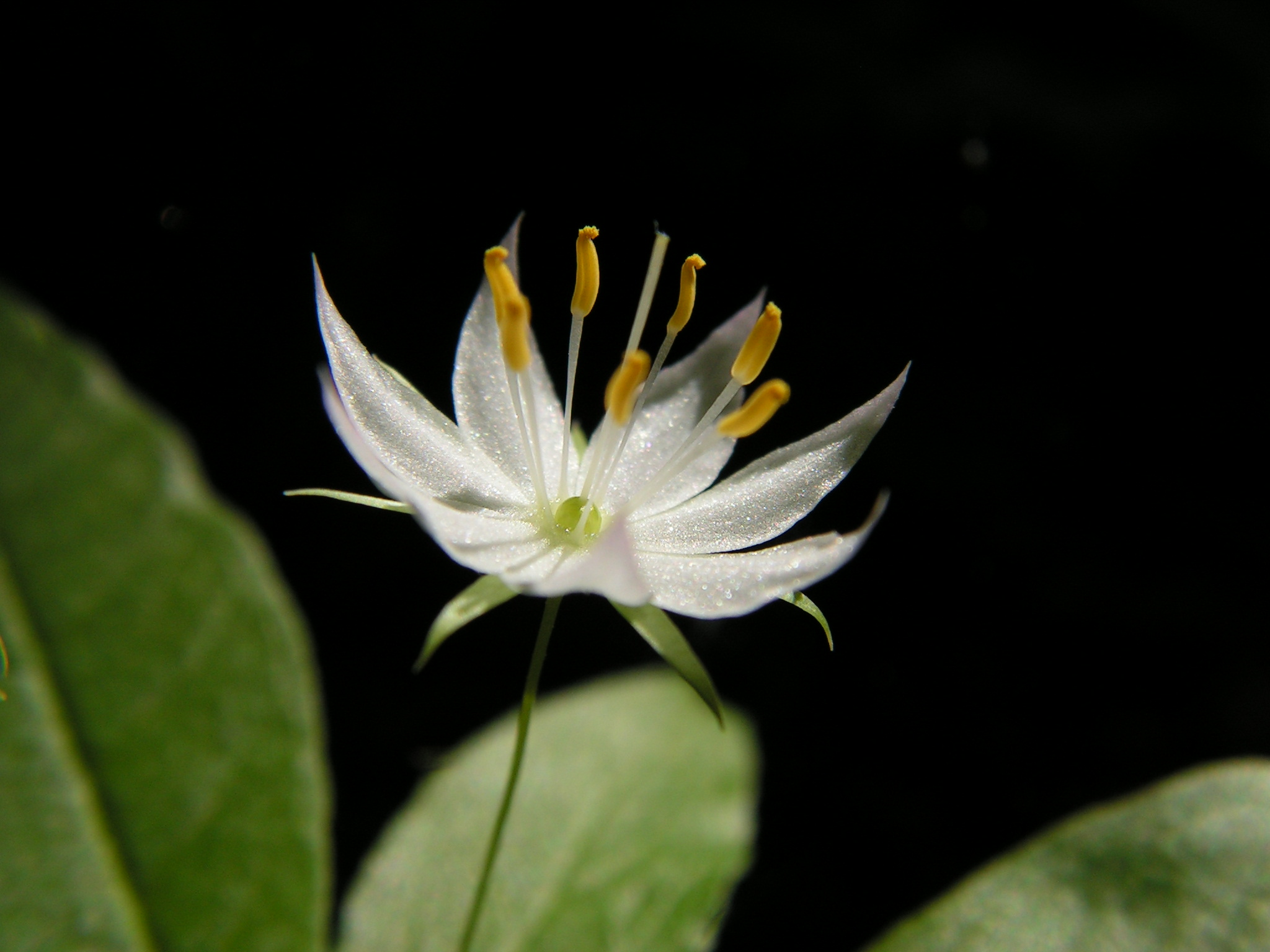
Fleur de Trientalis borealis

- Trientalis europaea L. - Trientale d'Europe, Europe et Asie

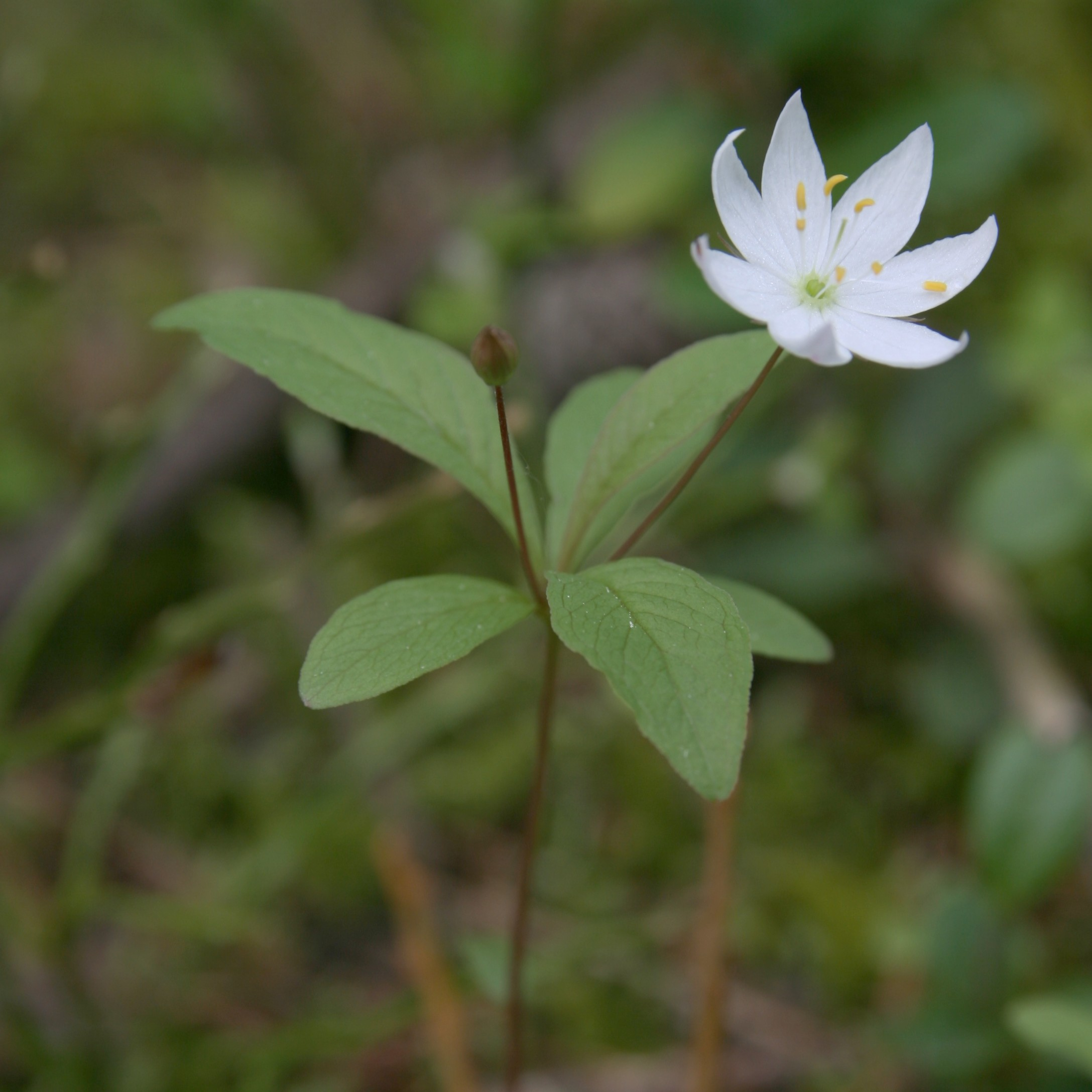
Trientalis europaea
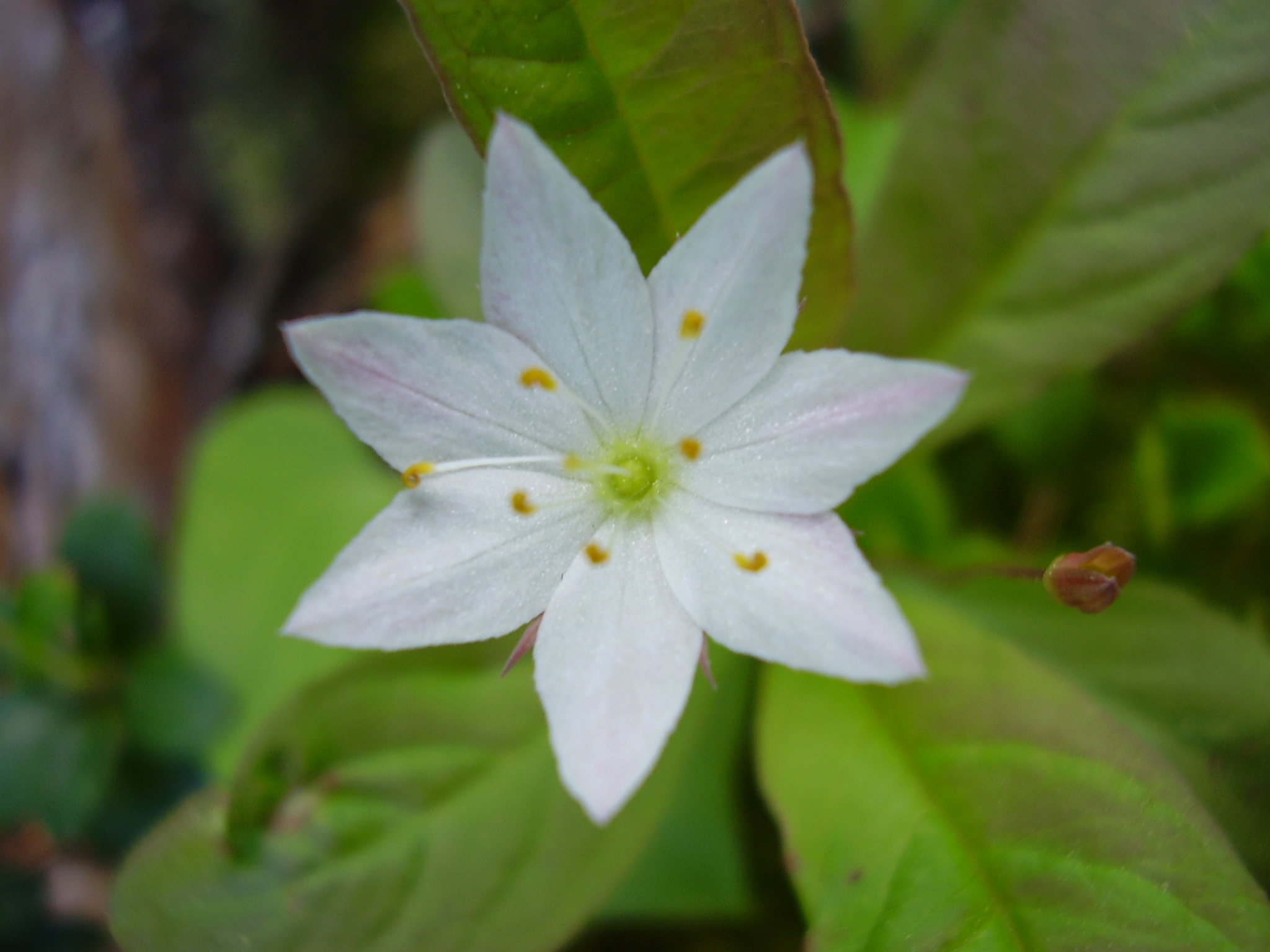
Fleur de Trientalis europaea

- Trientalis latifolia Hook. (Syn. Trientalis borealis subsp. latifolia (Hook.) Hultén) - Trientale à feuilles larges, Ouest de l'Amérique du Nord

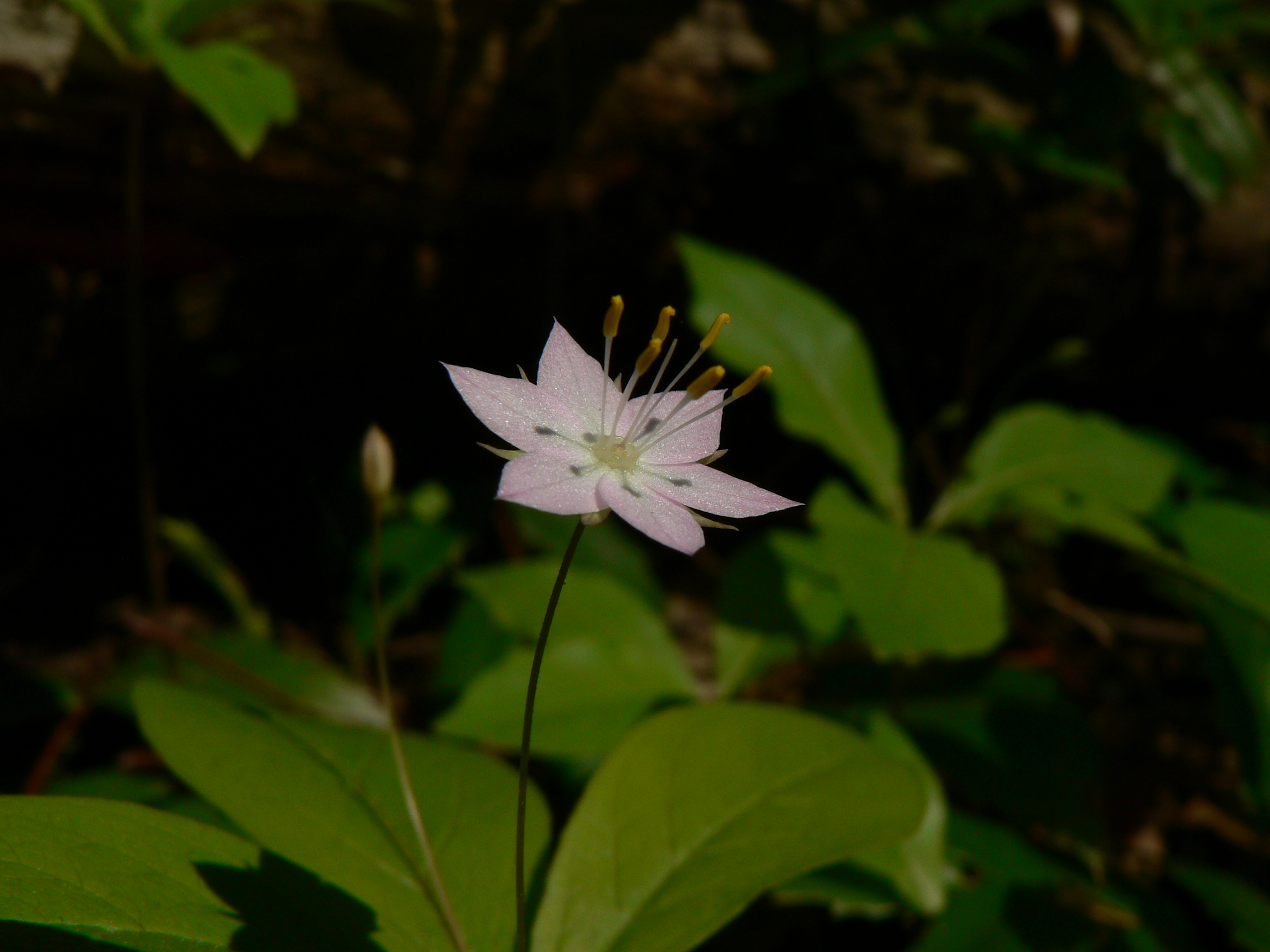
Trientalis latifolia
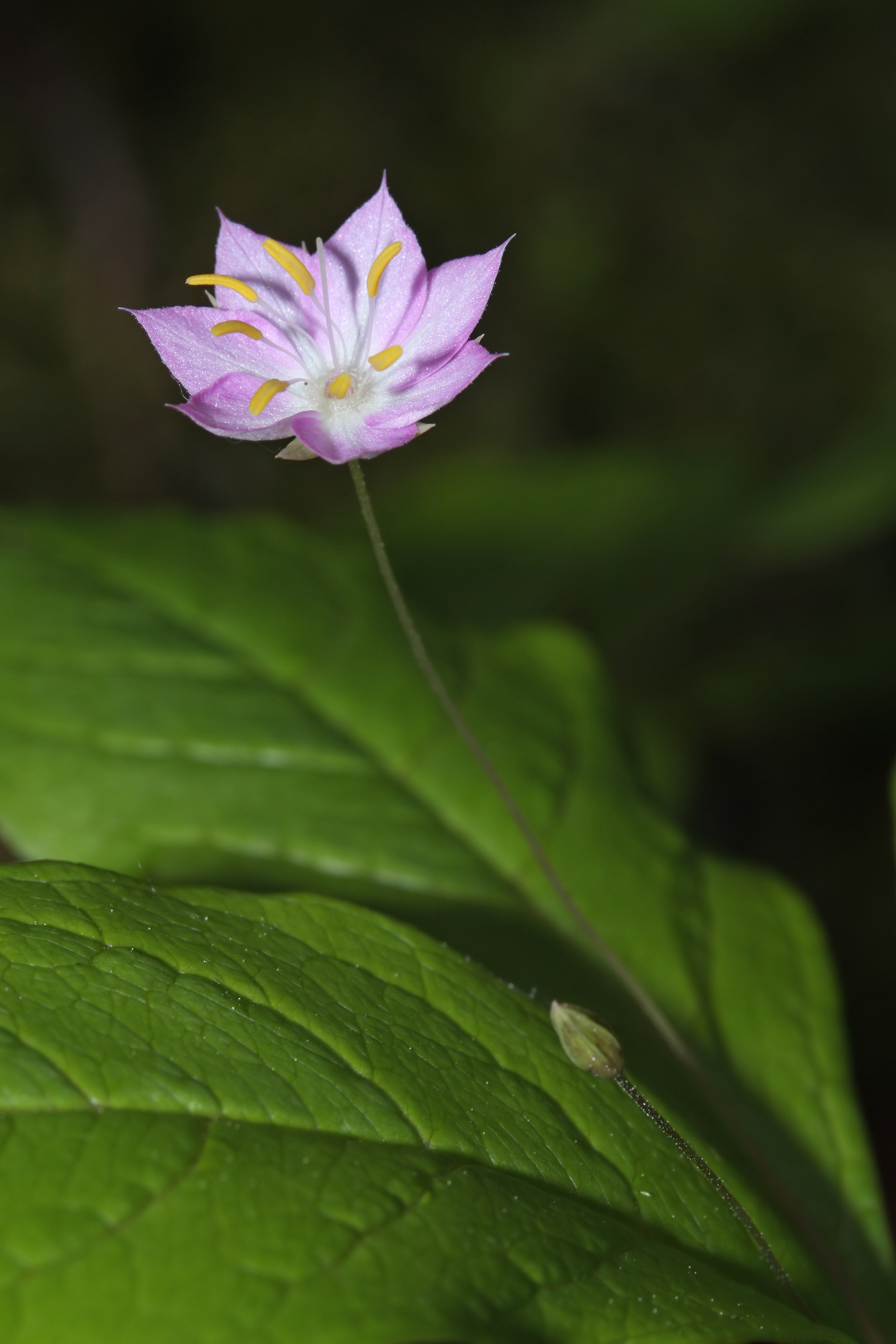
Fleur de Trientalis latifolia

## Anecdote
- La trientale Trientalis europaea est le symbole de la réserve naturelle des Hautes Fagnes en Belgique.